# شالی زمردی
شالی زمُردی (زاده ۱۳۶۱ کالیفرنیا) مجری - برنامه‌ساز آمریکایی ایرانی‌تبار است که برای شبکه فاکس نیوز کار می‌کند.
شالی از مجریان برنامه صبحگاهی شبکه فاکس نیوز در شهر ساحلی سن دیگو در جنوب کالیفرنیا است که با اجرای شاد و بی نقص خود طرفداران زیادی دارد و یکی از پر کارترین مجریان این شبکه خبری است.

## زندگی‌نامه
شالی زمردی متولد ۱۸ بهمن ۱۳۶۱ در کالیفرنیا است. او فارغ‌التحصیل مقطع کارشناسی ارشد رشته روزنامه‌نگاری و لیسانس علوم سیاسی از دانشگاه ایالتی کالیفرنیا در فولرتون است.
وی در سال ۱۳۸۴ به‌عنوان نویسنده و ویراستار در شبکه محلی فعالیتش را شروع کرد سپس در سن ۲۵ سالگی فعالیتش را به عنوان مجری برنامه صبحگاهی ساعت ۶ الی ۱۰ صبح شبکه FOX 5 در بخش محلی سن دیگو شروع کرد که این فعالیت تاکنون ادامه دارد. شالی زمردی به اجرای پر انرژی و شاد شهرت دارد.
شالی زمردی متأهل و دارای ۴ فرزند است.